# Château de Mariéville
Le château de Mariéville est une ancienne demeure fortifiée, du XVe siècle, remaniée au XVIIIe siècle, qui se dresse sur le territoire de l'ancienne commune française de Beuzeville-au-Plain, dans le département de la Manche, en région Normandie. L'édifice est partiellement inscrit au titre des monuments historiques.

## Localisation
Le château de Mariéville est situé, à 300 mètres à l'ouest de l'église Saint-Brice de Beuzeville-au-Plain, au sein de la commune nouvelle de Sainte-Mère-Église, dans le département français de la Manche.

## Historique
Le château a été du XVIe siècle jusqu'à la Révolution la possession de la famille Simon,.
C'est Jean Simon († av. 1528), écuyer, sieur d'Aroult ou Arot à Appeville et de Beuzeville-au-Plain, Sainte-Mère-Église, Appeville, Rideauville, qui en 1510 fait l'acquisition de la seigneurie de Beuzeville-au-Plain et fit bâtir peu de temps après le château,.
En 1769, Adélaïde-Olympe de Saint-Simon-Coutomer (née en 1748), héritière du château, épouse Léon-Marguerite Le Clerc, baron de Juigné (1733-1810), qui en sera le dernier propriétaire avant la Révolution.
Le domaine et le château sont vendus comme bien national le 18 pluviôse an VII (6 février 1799) à Guillaume David, marchand à Caen, et à François Le Masson, marchand à Saint-Lô, qui eurent des différents et mirent fin à la copropriété en 1804. En 1825, Charlotte-Louise Le Clerc de Juigné, fille d'Adélaïde Olympe et de Léon-Marguerite, rachète ce qui reste du château et le revend en 1846.

## Description
Le château de Mariéville, bâti sur cave, dont l'ancienneté remonte à la fin du XVe siècle, ou au début du XVIe siècle, se présente sous la forme de deux corps de logis en équerre, flanqué de quatre tours d'angle ouvertes d'arquebusières. Les baies-fenêtres de la façade ont été percées au XVIIIe siècle. Au-dessus de la grande porte d'entrée on peut voir les armoiries de la famille de Saint-Simon Courtemer, seigneurs de Sainte-Mère-Église. Les toitures à pentes multiples sont dominées par une cheminée octogonale dite « à l'anglaise ». Le château et le domaine étant passé à deux propriétaires différents, fait que la construction principale est divisée en deux.
Les communs, couverts en pierre, présentaient jadis un mur aveugle uniquement percé de « trous de fusil ». 

## Protection
Les façades et les toitures du château, à l'exclusion du bâtiment attenant façade est ainsi que les façades et les toitures des communs, sont inscrites au titre des monuments historiques par arrêté du 25 août 2005.